# 23648 Kolář
23648 Kolář (tên chỉ định: 1997 CB) là một tiểu hành tinh vành đai chính. Nó được phát hiện bởi Lenka Kotková ở Đài thiên văn Ondřejov gần Ondřejov, Cộng hòa Séc, ngày 1 tháng 2 năm 1997. Nó được đặt theo tên Jan Kolář, nhà thiên văn học nghiệp dư và kỹ sư truyền thông Séc.